# Consonante rótica
En fonética, una consonante rótica, también llamada tremulante, es una consonante líquida que tradicionalmente se representa ortográficamente por símbolos derivados de la letra griega rho, incluyendo ⟨R⟩, ⟨r⟩ en el alfabeto latino y ⟨Р⟩, ⟨р⟩ en el alfabeto cirílico. Se transcriben en el Alfabeto Fonético Internacional por variantes mayúsculas o minúsculas de las letras romanas ⟨R⟩, ⟨r⟩: [r, ɾ, ɹ, ɻ, ʀ, ʁ, ɽ, ɺ].
Esta clase de sonidos es difícil de caracterizar fonéticamente, pues no existe un rasgo articulatorio común. Sin embargo, todas llevan a cabo funciones fonológicas similares y tienen ciertos rasgos fonológicos similares en diferentes idiomas. A pesar de que se ha encontrado que comparten ciertas peculiaridades acústicas, como un tercer formante bajo, más estudios han puesto de manifiesto que esto no es cierto en los diferentes idiomas. Por ejemplo, la calidad acústica de los tercer formantes bajos se refiere casi exclusivamente a las variedades americanas del inglés. El término "parecida a una R" es un concepto elusivo y ambiguo fonéticamente y los mismos sonidos que funcionan como róticos en algunos sistemas pueden variar con fricativas, semivocales o incluso oclusivas en otros por ejemplo, "tt" en el inglés estadounidense "better" a menudo se pronuncia como una vibrante alveolar simple, la cual es una consonante rótica en muchos otros idiomas.

## Tipos
Los sonidos róticos más típicos que se encuentran en las lenguas del mundo son los siguientes:
- Vibrante múltiple
  - Vibrante múltiple alveolar 
  - Vibrante múltiple bilabial
  - Vibrante múltiple uvular
- Vibrante simple
  - Vibrante simple alveolar
  - Vibrante simple lateral alveolar 
  - Vibrante simple retrofleja
  - Vibrante simple lateral retrofleja
  - Vibrante simple labiodental
- Aproximante
  - Aproximante alveolar
  - Aproximante retrofleja
- Uvular

## En español
En la fonética y la fonología del español, existen dos consonantes róticas: una consonante rótica percusiva [ɾ] y una consonante rótica vibrante [r]; pero la terminología respecto a dichos fonemas puede variar. Es más habitual referirse a ellos como vibrante simple y vibrante múltiple, respectivamente. 
No obstante, la Nueva gramática de la lengua española. Fonología y fonética de la RAE no secunda esta denominación. Esto se debe a que la vibración, por definición, conlleva la repetición en el movimiento – en este caso, articulatorio. Por tanto, el término vibrante simple resulta contradictorio y el de vibrante múltiple, una redundancia.
El sonido [ɾ] se dará en la r ortográfica cuando esta se encuentre en posición intervocálica e interior de palabra (como en mero o tiro), o bien como constituyente de los grupos silábicos encabezados por /p/, /t/, /k/, /b/, /d/, /g/ o /f/ (como en trineo o crecer). En ningún caso será inicial de palabra.
Por su parte, se pronuncia [r] cuando la r ortográfica se constituye como ataque silábico. Este hecho puede darse cuando la r comienza la palabra (como en risa o rastrillo) o en posición interior en la misma. De ser este último caso, será en posición intervocálica (como en cencerro o mirra) o posterior a las consonantes /n/, /l/ o /s/ (como honrar, alrededor o israelí).

### Articulación
Desde el punto de vista articulatorio, los sonidos /ɾ/ y /r/ son alveolares, percusivo y vibrante correspondientemente. En su emisión, el ápice de la lengua acoge una forma cóncava y contacta con los alvéolos, impidiendo la salida del aire por sendos lados del paladar. La principal diferencia se halla en las fases de cierre y apertura en la espiración. 
Para la consonante percusiva /ɾ/, se produce una sola oclusión de los órganos fonadores. Por el contrario, la consonante vibrante /r/ necesita de dos o más fases de cierre (con sus consecuentes aperturas). En la emisión de /r/, la corriente espiratoria empuja con fuerza la lengua hacia fuera y, seguidamente, la misma se retrae por su elasticidad; este proceso se repite varias veces para llegar a un sonido semejante al rápido aleteo de una bandera provocado por el viento. Es necesario que /ɾ/ se produzca con un solo movimiento o golpe de la lengua pues, de haber más de uno, se trataría de la vibración propia del sonido /r/.

### Acústica
Desde el punto de vista acústico, pueden recogerse los rasgos de las consonantes róticas /ɾ/ y /r/ en la siguiente tabla.
|             | /ɾ/ | /r/ |
| ----------- | --- | --- |
| Consonante  | +   | +   |
| Sonante     | +   | +   |
| Sonoro      | +   | +   |
| Continuo    | -   | +   |
| Anterior    | +   | +   |
| Distribuido | -   | -   |

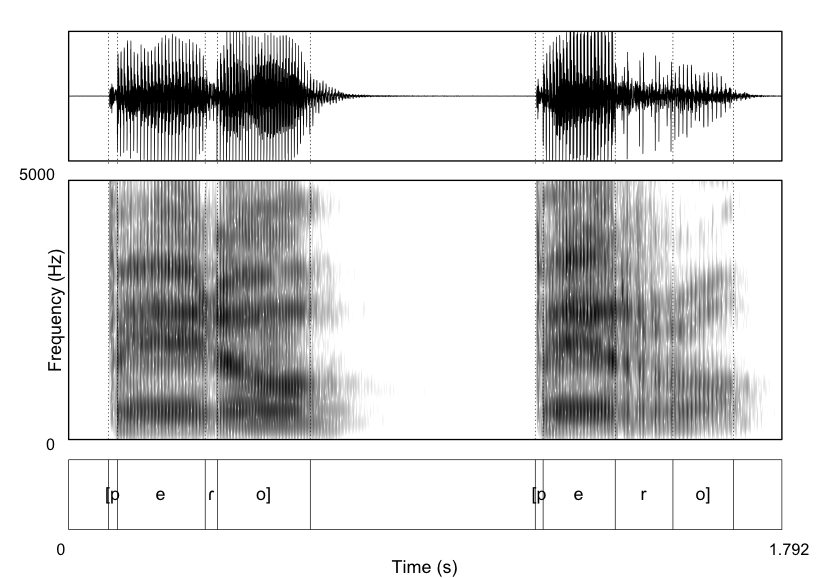
Este espectrograma recoge las características acústicas en la emisión de las palabras pero, con /ɾ/, y perro, con /r/.

Teniendo en cuenta las ondas acústicas emitidas, se pueden observar las distinciones entre consonante rótica percusiva y vibrante por medio del espectrograma contiguo. En él se representan las palabras pero¸ con r percusiva (/ɾ/), y perro¸ con r vibrante (/r/). La consonante rótica percusiva presenta una duración breve, aproximadamente de 20 ms, en la que se produce una única oclusión. Debido al cierre de los órganos fonadores, la única energía reflejada en la fase de /ɾ/ se atribuye a la vibración de las cuerdas vocales. En el caso de la consonante rótica vibrante, al contrario que en la emisión de la percusiva, se producen varias fases, muy breves, de cierre y apertura de los órganos fonadores. La duración del sonido /r/ dependerá del número emitido de estas oclusiones y aperturas.

### Variaciones en su pronunciación

#### Elemento esvarabático
La consonante rótica percusiva puede desarrollar un elemento esvarabático o vocálico. Este suceso se produce con la precesión de los fonemas /p/, /t/, /k/, /b/, /d/, /g/ o /f/ ante /ɾ/. Estas combinaciones darían lugar a distintos grupos consonánticos: [pɾ], [tɾ], [kɾ], etc. En la pronunciación de una palabra con estas combinaciones, puede apreciarse entre las consonantes la presencia de un componente vocálico, correspondiente con la vocal que sucede a la r. 
Este elemento, denominado esvarabático, tiene una duración igual e incluso superior a la de /ɾ/. Puede utilizarse este evento como recurso para el aprendizaje, ante la dificultad de unir el fonema /ɾ/ con otra consonante. Para ello, comenzará articulándose la vocal inter-consonántica con mayor prolongación, reduciéndose paulatinamente hasta que la /ɾ/ provoque una interrupción más inmediata sobre la misma. Por ejemplo, y de esta forma, puede llegarse a la palabra cristal, por reducción de la primera vocal, partiendo de quiristal; a brazo desde barazo; a fresa desde feresa¸ etc. Esta primera fase en que el elemento vocálico no es lo bastante breve lleva a pronunciaciones anómalas como birillante berebaje en lugar de brillante brebaje. Estas son utilizadas ocasionalmente como un recurso cómico en el mundo de la interpretación. Este agente vocálico puede aparecer también tras /ɾ/, cuando esta se halle en posición final absoluta, y ante una pausa.

#### Cambios en la duración
Frecuentemente las consonantes róticas sufren modificaciones para con su duración. De este modo, se produce un alargamiento de la consonante rótica percusiva, realizándose como vibrante (/ɾ/ > /r/), o un acortamiento de la consonante rótica vibrante, que se reduce a percusiva (/r/ > ɾ/). 
En vista al primer suceso, la prolongación de /ɾ/ se produce en posición implosiva o postnuclear y, principalmente, final de palabra. Por ejemplo, es propio del habla de salmantinos, leoneses y zamoranos enfatizar la r final de las palabras.

#### Realizaciones asibiladas
Las realizaciones asibiladas de las consonantes róticas se producen cuando el lugar de articulación se retrasa a la zona alveolopalatal y la lengua pasa a acoger una forma convexa. /r/ y /ɾ/ pierden su carácter rótico. 
En lugar de sus características oclusiones (con sus correspondientes fases de apertura de carácter vocálico en el caso de /r/), existe una fricción o turbulencia con rasgos semejantes a los de una consonante fricativa.

#### Lambdacismo (realización lateral)
Entre las variaciones en la realización de las consonantes róticas, encontramos el denominado lambdacismo. Es el proceso de realización lateral de /ɾ/ y /r/, que pierden su roticidad; se presentan sin oclusiones y con formantes análogos a las consonantes laterales.
El lambdacismo aparece principalmente en posición implosiva o postnuclear. No obstante, puede llegarse a la elisión de la consonante rótica en el caso particular de un infinitivo junto a la /l/ de un pronombre eclíctico (quererlo > [kerélo]).

#### Realizaciones aproximantes
Entre las posibles variaciones de las consonantes róticas, se recoge su debilitamiento. El movimiento de la lengua se ralentiza y suaviza, produciéndose una anteriorización del lugar de articulación. Los órganos articulatorios, en lugar de entrar en contacto, se aproximan. De este modo, aparecen como resultado los alófonos aproximantes ([ɾ] > [ɹ]), que podrán alargarse ([r] > [ɹ:]).

#### Vocalización de /ɾ/ implosiva
En caso de que el debilitamiento mencionado en el anterior apartado se de en mayor medida, se dan sucesos como la vocalización de /ɾ/ implosiva. Cuando la zona de articulación es lo suficientemente anterior, se conforma un resonador que da lugar a la vocal [i̯] (ej. porque > [pói̯ke]).

#### Elisión /ɾ/ postnuclear
Del mismo modo, puede darse un debilitamiento tal que se llegue a la elisión del sonido /ɾ/ llegue a su elisión en posición implosiva o postnuclear. La pérdida de /ɾ/ postnuclear sucede en posición final o interior de palabra. En ocasiones lleva a distintas modificaciones como, por ejemplo, el alargamiento de la vocal o consonante adyacente (ej. horno > [ó:no], [ón:o], [ó:n:o]).
La elisión de /ɾ/ en posición postnuclear suele ocurrir mayormente en los infinitivos (esencialmente en los verbos haber, ser y querer) y tras los diptongos ie y ue.